# Gauliga Ostpreußen 1934/35
De Gauliga Ostpreußen 1934/35 was het tweede voetbalkampioenschap van de Gauliga Ostpreußen.
De Gauliga was in twee groepen verdeeld en beide groepswinnaars bekampten elkaar voor de titel. Yorck Boyen Insterburg werd kampioen en plaatste zich voor de eindronde om de Duitse landstitel, waar de club in de groepsfase uitgeschakeld werd. 

## Groepsfase

### Groep 1
| Plaats | Club                          | Wed. | W | G | V | Saldo | Ptn.  |
| ------ | ----------------------------- | ---- | - | - | - | ----- | ----- |
| 1.     | SV Prussia-Samland Königsberg | 12   | 9 | 1 | 2 | 26:16 | 19:5  |
| 2.     | Polizei SV Danzig             | 12   | 7 | 1 | 4 | 42:34 | 15:9  |
| 3.     | KS Gedania Danzig             | 12   | 5 | 4 | 3 | 28:20 | 14:10 |
| 4.     | BuEV Danzig                   | 12   | 4 | 5 | 3 | 23:18 | 13:11 |
| 5.     | SC Preußen 09 Danzig          | 12   | 4 | 1 | 7 | 24:27 | 9:15  |
| 6.     | VfB Königsberg                | 12   | 3 | 3 | 6 | 27:34 | 9:15  |
| 7.     | Rasensport-Preußen Königsberg | 12   | 1 | 3 | 8 | 19:40 | 5:19  |

|  | Geplaatst voor finale |

### Groep 2
| Plaats | Club                       | Wed. | W | G | V | Saldo | Ptn.  |
| ------ | -------------------------- | ---- | - | - | - | ----- | ----- |
| 1.     | MSV Yorck Boyen Insterburg | 12   | 9 | 3 | 0 | 54:19 | 21:3  |
| 2.     | MSV Hindenburg Allenstein  | 12   | 9 | 0 | 3 | 66:22 | 18:6  |
| 3.     | SV Masovia Lyck            | 12   | 6 | 2 | 4 | 36:32 | 14:12 |
| 4.     | Rastenburger SV 08         | 12   | 3 | 3 | 6 | 23:34 | 9:15  |
| 5.     | SV 05 Insterburg           | 12   | 2 | 5 | 5 | 23:35 | 9:15  |
| 6.     | Tilsiter SC                | 12   | 3 | 1 | 8 | 28:49 | 7:17  |
| 7.     | SV Viktoria Allenstein     | 12   | 2 | 2 | 8 | 29:58 | 6:18  |

|  | Geplaatst voor finale |

## Finale
Heen
|              |                                                       |       |                               |                                                                                 |
| 3 maart 1935 | MSV Yorck Boyen Insterburg                            | 5 – 1 | SV Prussia-Samland Königsberg | Winterstadion, Insterburg Toeschouwers: 2.500 Scheidsrechter: Praetzel (Elbing) |
| 3 maart 1935 | Blume 16' Pawlowitz 47', 56' Aktuhn 63' Reinhardt 88' |       | 20' Morr                      | Winterstadion, Insterburg Toeschouwers: 2.500 Scheidsrechter: Praetzel (Elbing) |

Terug
|               |                               |       |                            |                                                                                                |
| 10 maart 1935 | SV Prussia-Samland Königsberg | 2 – 1 | MSV Yorck Boyen Insterburg | Platz von Prussia-Samland, Koningsbergen Toeschouwers: 4.000 Scheidsrechter: Huhn (Allenstein) |
| 10 maart 1935 | Rapetzki 60' Morr             |       | 3' Reinhardt               | Platz von Prussia-Samland, Koningsbergen Toeschouwers: 4.000 Scheidsrechter: Huhn (Allenstein) |